# Columnea pulcherrima
Columnea pulcherrima är en tvåhjärtbladig växtart som beskrevs av Conrad Vernon Morton. Columnea pulcherrima ingår i släktet Columnea och familjen Gesneriaceae. Inga underarter finns listade i Catalogue of Life.